# Języki aslijskie
Języki aslijskie – grupa językowa w ramach rodziny języków austroazjatyckich. Obejmuje 14–18 języków używanych przez przedstawicieli ludów Orang Asli. Łącznie posługuje się nimi 50 tys. osób.
Większość języków aslijskich występuje w Malezji, przy czym język ten’edn funkcjonuje w południowej Tajlandii, a język kensiu jest skoncentrowany na pograniczu tych krajów. Wszystkie z nich są zagrożone wymarciem, wypiera je język malajski. Najlepiej udokumentowany język z tej grupy to temiar. Temiar bywa też wykorzystywany jako lingua franca wśród grup północnych.
W 2017 roku odnotowano istnienie nieznanego wcześniej języka jedek. Posługuje się nim 280 osób blisko obszaru geograficznego języka jehai (jahai).

## Klasyfikacja (Ethnologue)[2]
Języki austroazjatyckie
Języki mon-khmer
Języki aslijskie (18)
Grupa jah hut (1)
język jah hut [jah]
Języki północnoaslijskie (8)
Grupa chewong (1)
język cheq wong [cwg]
Grupa wschodnia (4)
język batek [btq]
język jehai (jahai) [jhi]
język minriq [mnq]
język mintil [mzt]
Grupa tonga (1)
język ten’edn [tnz]
Grupa zachodnia (2)
język kensiu [kns]
język kintaq [knq]
Języki senoickie (5)
język lanoh [lnh]
język sabüm [sbo]
język semai [sea]
język semnam [ssm]
język temiar [tea]
Języki południowoaslijskie (4)
język mah meri [mhe]
język semaq beri [szc]
język semelai [sza]
język temoq [tmo]